# 文殊院
文殊院位于四川省成都市青羊区文殊院街66号，地处市区中心地带，是集禅林圣迹、园林名勝、朝拜修学于一体的佛教寺院。

## 简介
始建于隋朝大业年间，初名信相寺，相传是当时隋文帝之子蜀王杨秀之宠妃为当时的比丘尼信相所建。
唐末五代时改名为妙圆塔院。宋代改回信相寺。
明末毁于兵火，建筑俱焚毁，唯留下10尊铁铸护戒神像和2株千年古杉。
清康熙二十年（1681年），慈笃禅师来到残垣中结庐坐禅，周边村民见慈笃禅师入定处夜里放大光明，皆惊异，谓其为文殊菩萨化身。从此慈笃禅师四处游方，声名远扬；康熙帝仰慕其名，曾三次召他入京面圣，都被婉言拒绝。康熙三十六年（1697年），官民在信相寺旧址筹建寺院，称为文殊院。康熙四十一年（1702年），康熙帝御赐“空林”匾额一块，因此文殊院又名空林堂。嘉庆、道光年间，方丈本圆法师主持扩建了文殊院。
今建筑面积20余万平方米，是中国长江上下游四大禅林之首，设有戒坛，为周边四川僧俗受戒之道场。1980年7月7日公佈為四川省文物保護單位；1983年，国务院确定为汉族地区佛教全国重点寺院之一。

## 特色
- 文殊院宸经楼内供奉有佛骨舍利一粒，为20世纪20年代由能海上师到印度菩提伽耶时，从佛金法师处请回供奉。

- 从古至今，文殊院有许多高僧大德曾来遊学参访，如近代太虚法师，唐代玄奘法师。玄奘法师不仅在成都大慈寺受大戒，还在文殊院挂单五年。20世纪40年代，在南京报恩寺發现了玄奘法师的舍利後，大慈寺请回供养，暫安奉于文殊院宸经楼。

- 「空林八观」：天题瞻榜，缅玉敷龛（大雄宝殿内的玉石佛像为从缅甸请回供奉），群窟涌光，双杉表瑞，田衣绚彩（即田妃袈裟，由明崇祯帝之宠妃田氏所绣），舌华涵宝（寺内藏有舌血书写的佛经四部），髮绣披珍，窣睹晖金。[3]

## 文殊坊
文殊院周边开发有仿古建筑社区文殊坊，古樂器（如葫蘆絲、塤等）和文房四寶的售賣使其成为與市郊黃龍溪齊名的文化景點之一。

## 图集

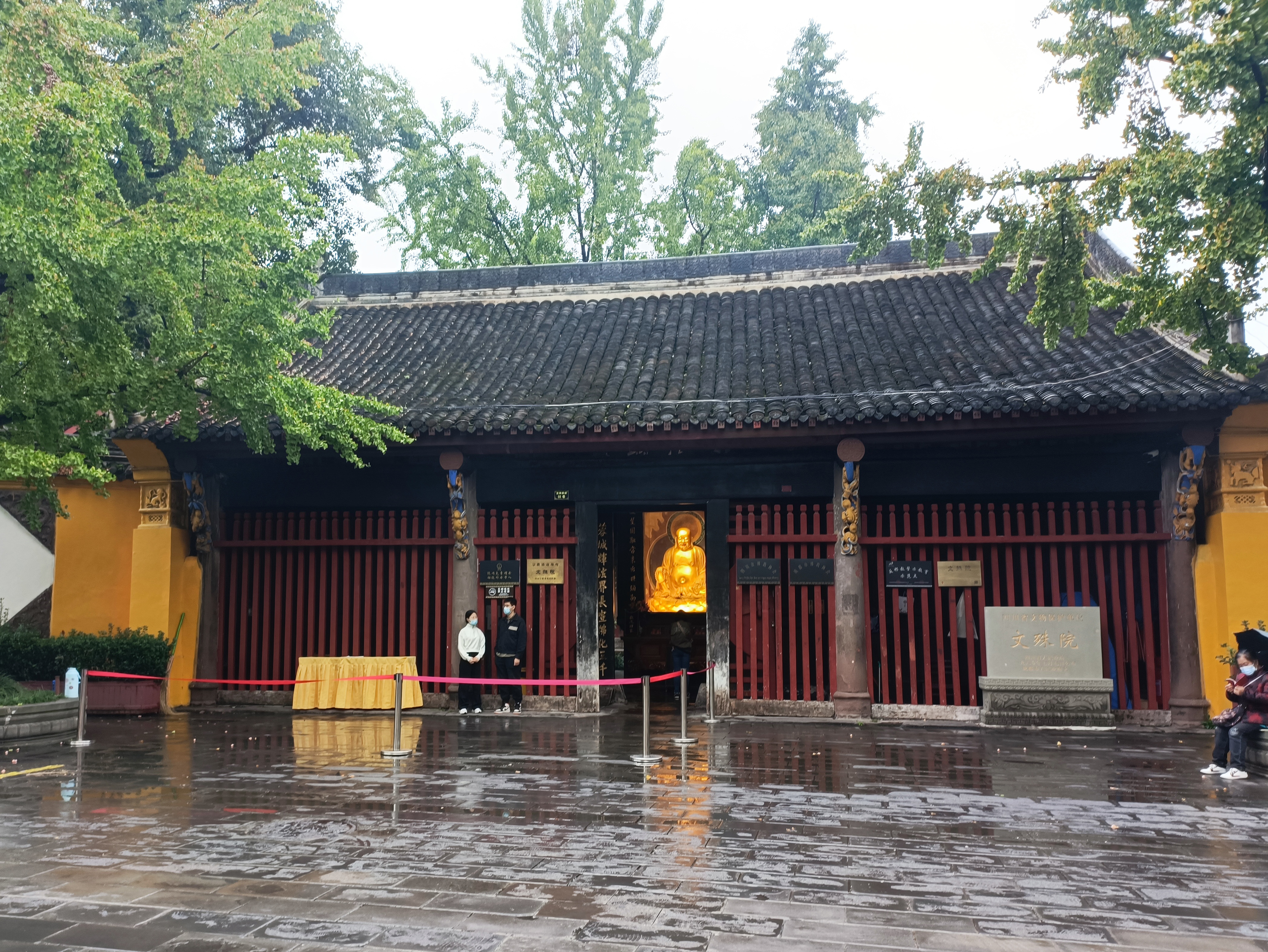
山门
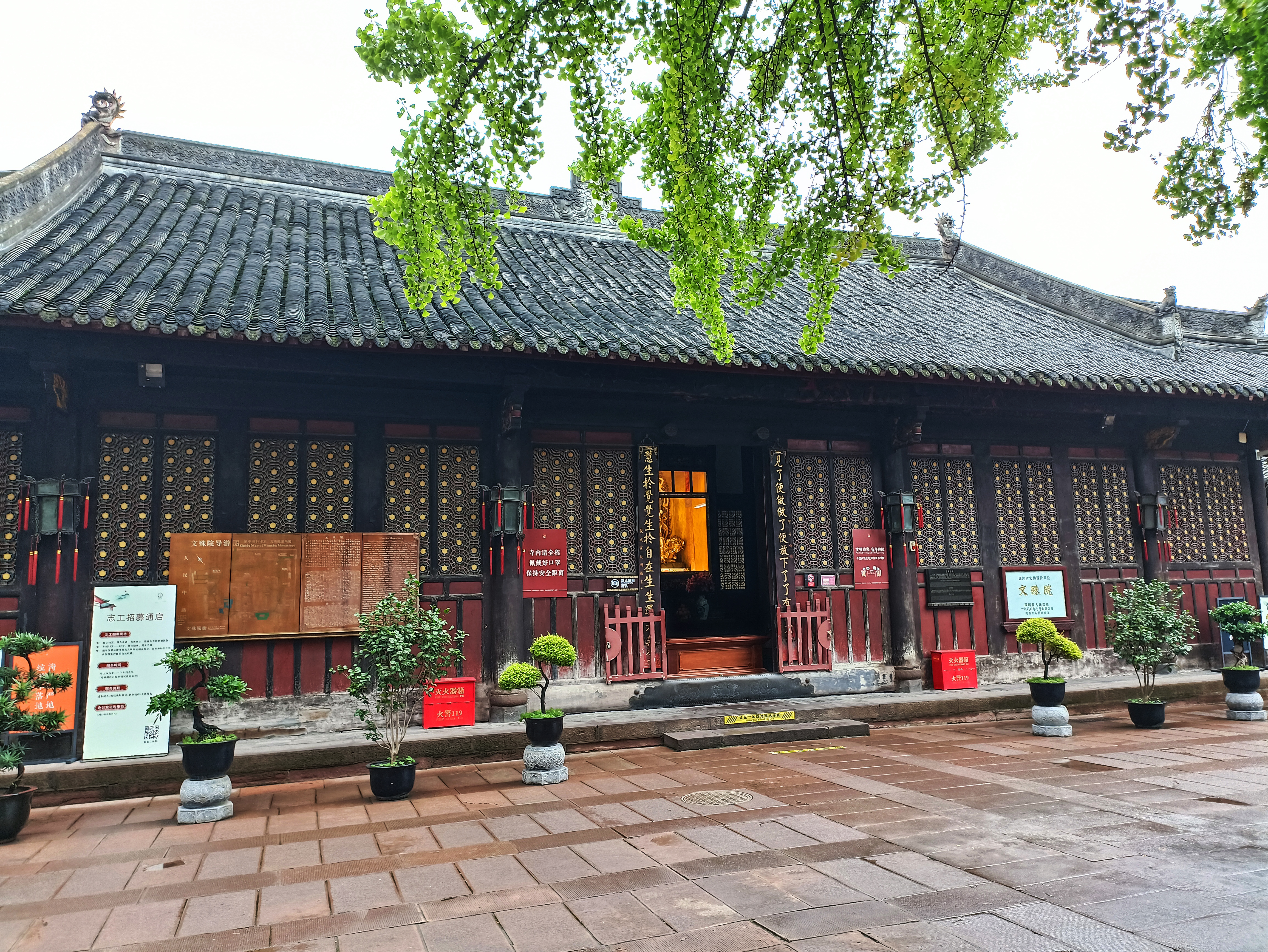
三大士殿
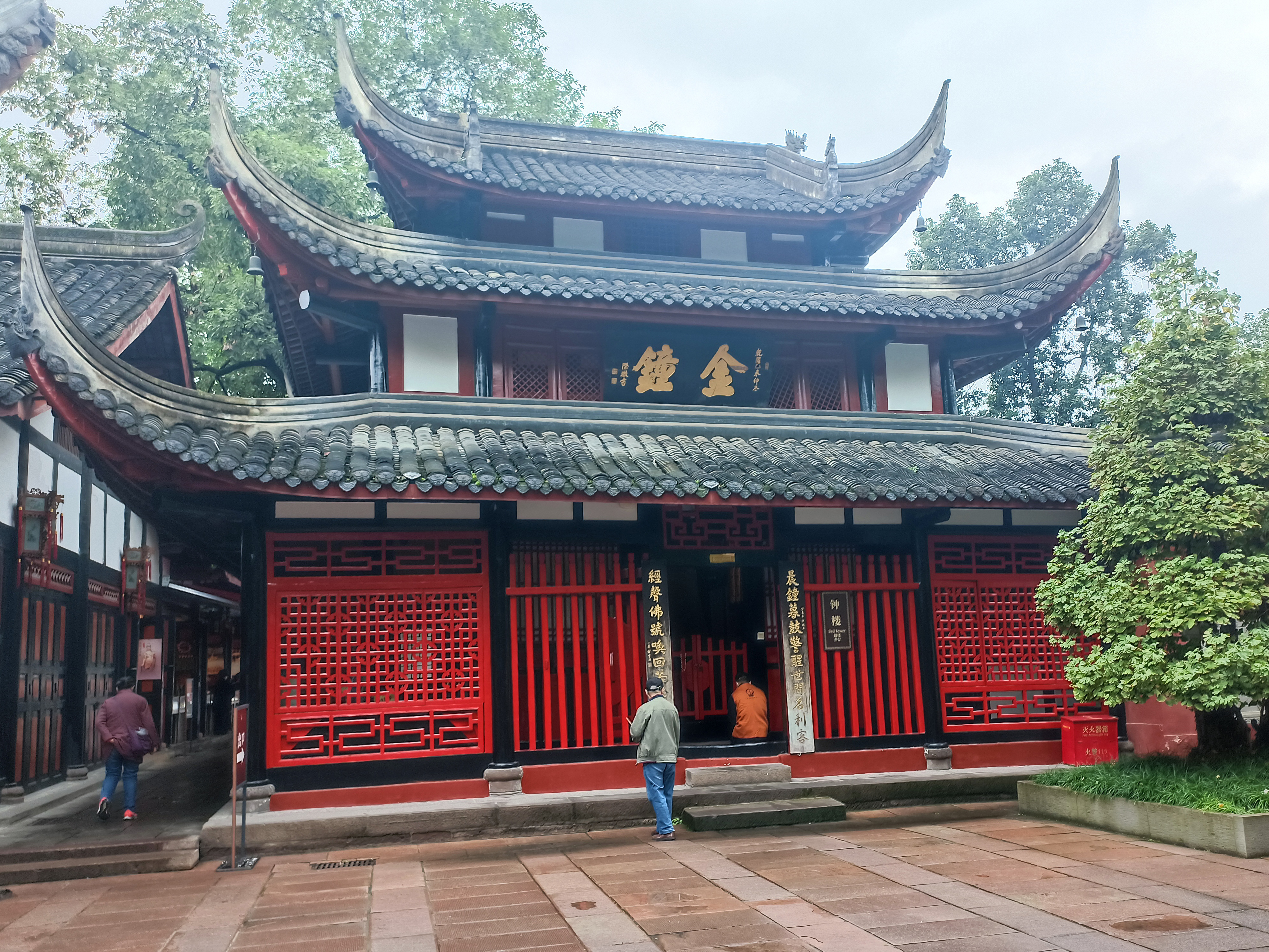
钟楼
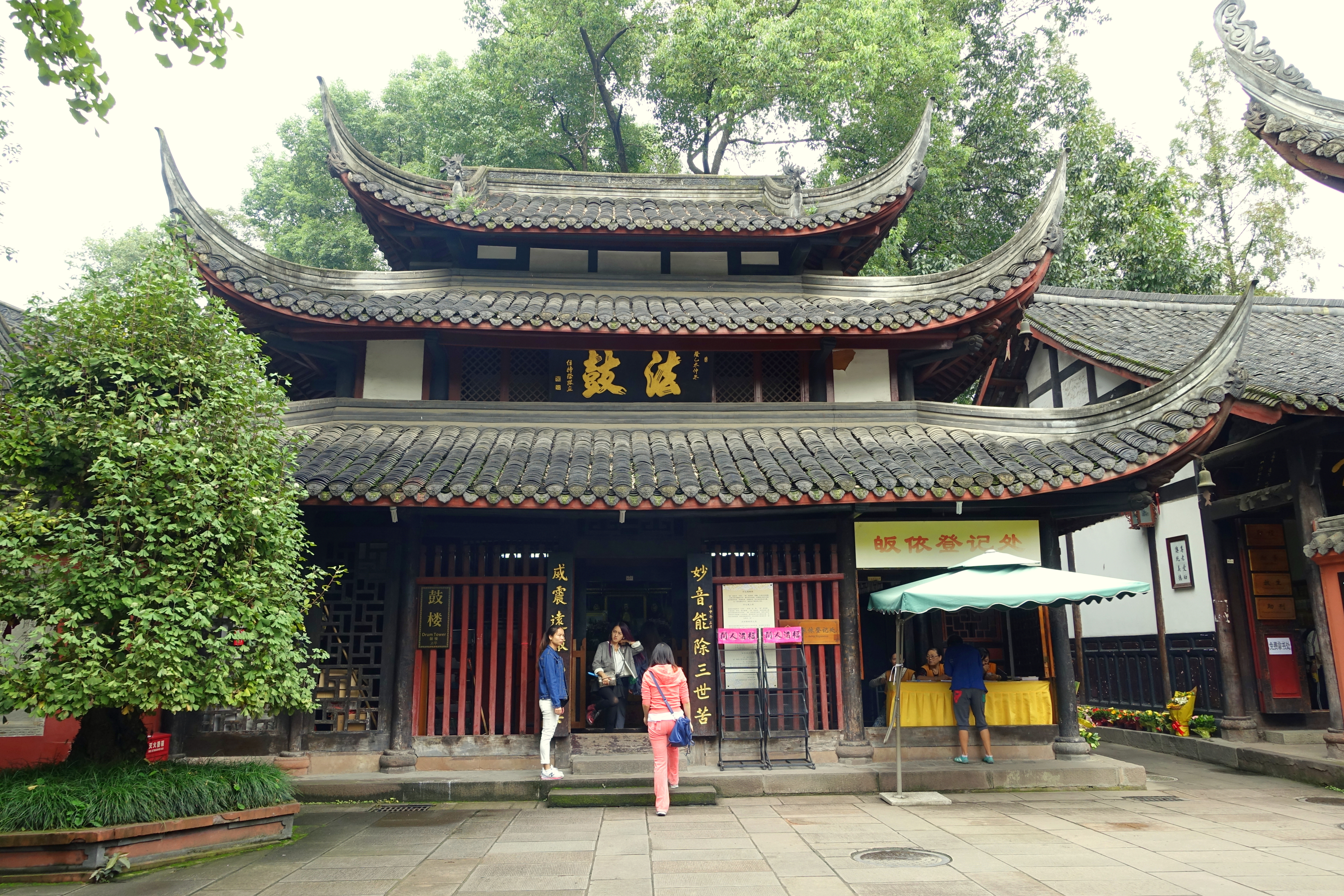
鼓楼
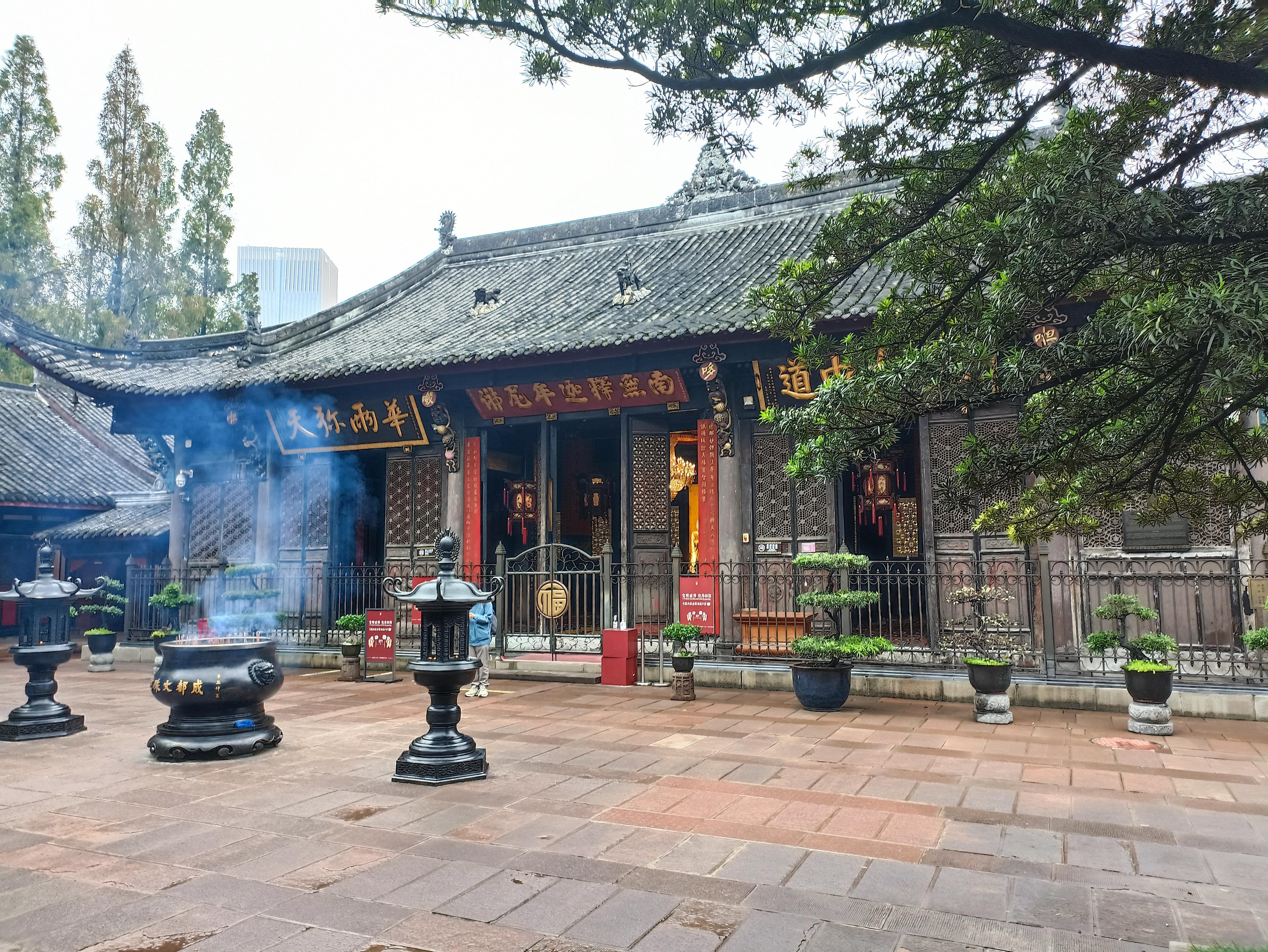
大雄宝殿
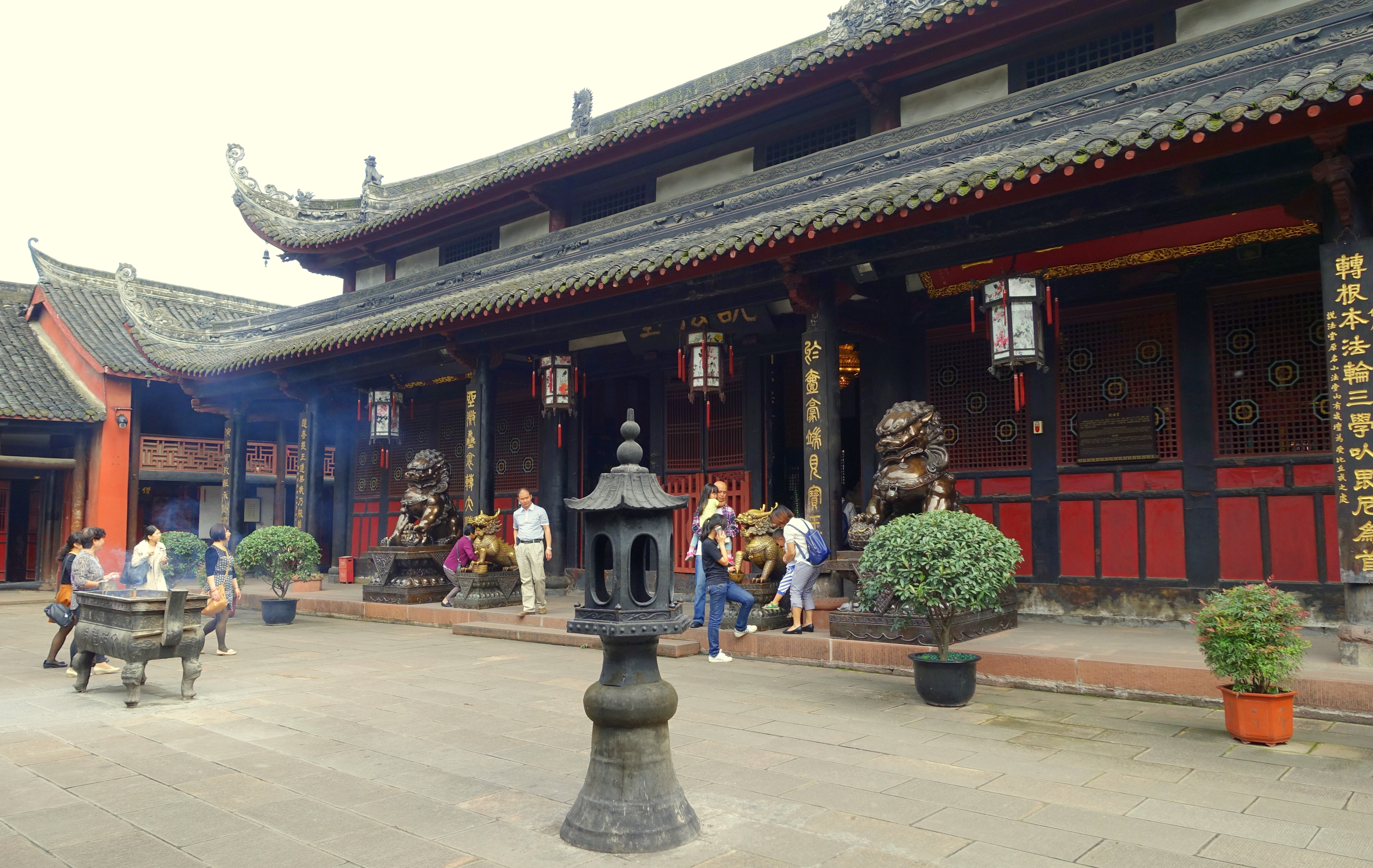
说法堂
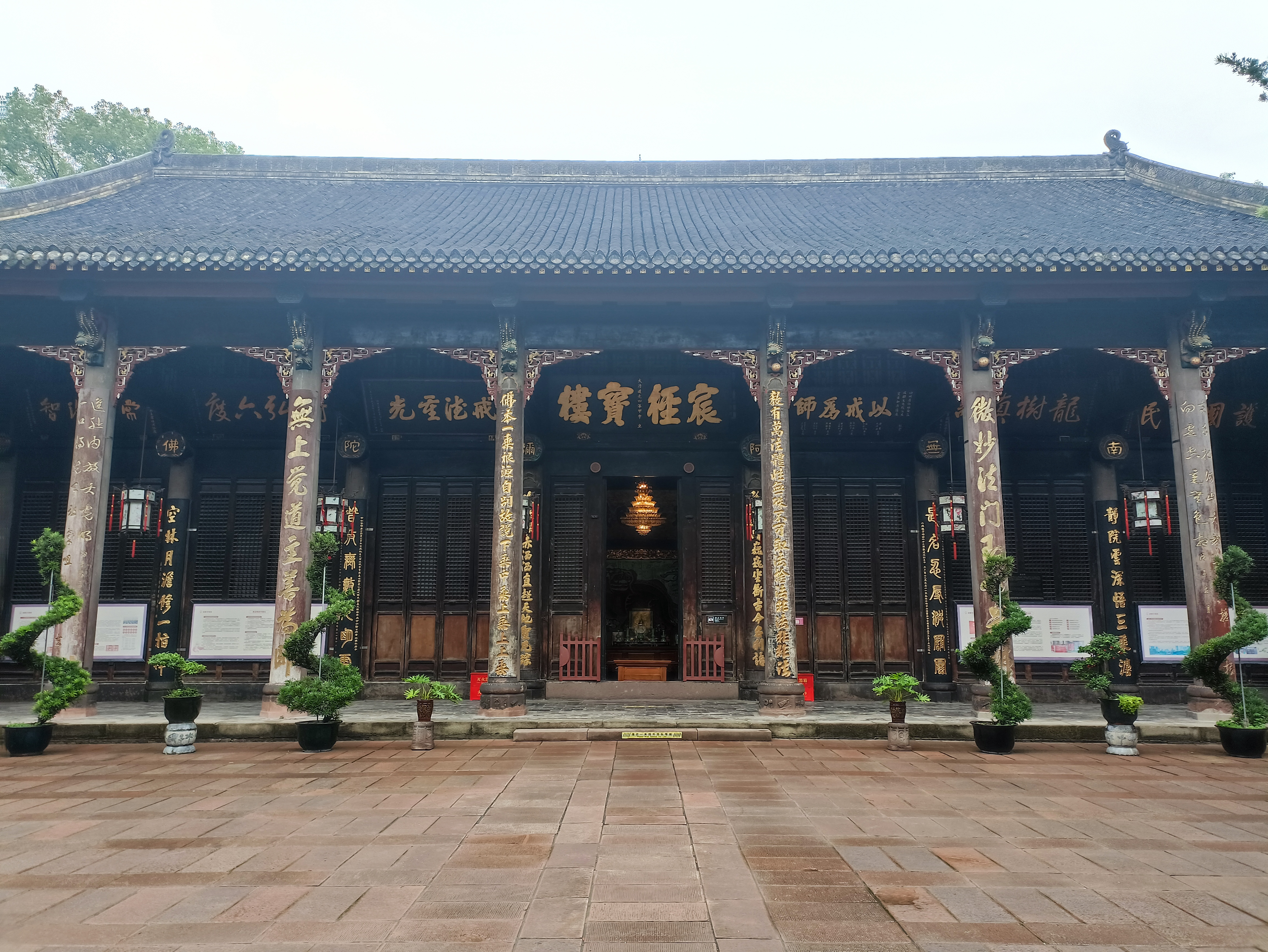
藏经楼
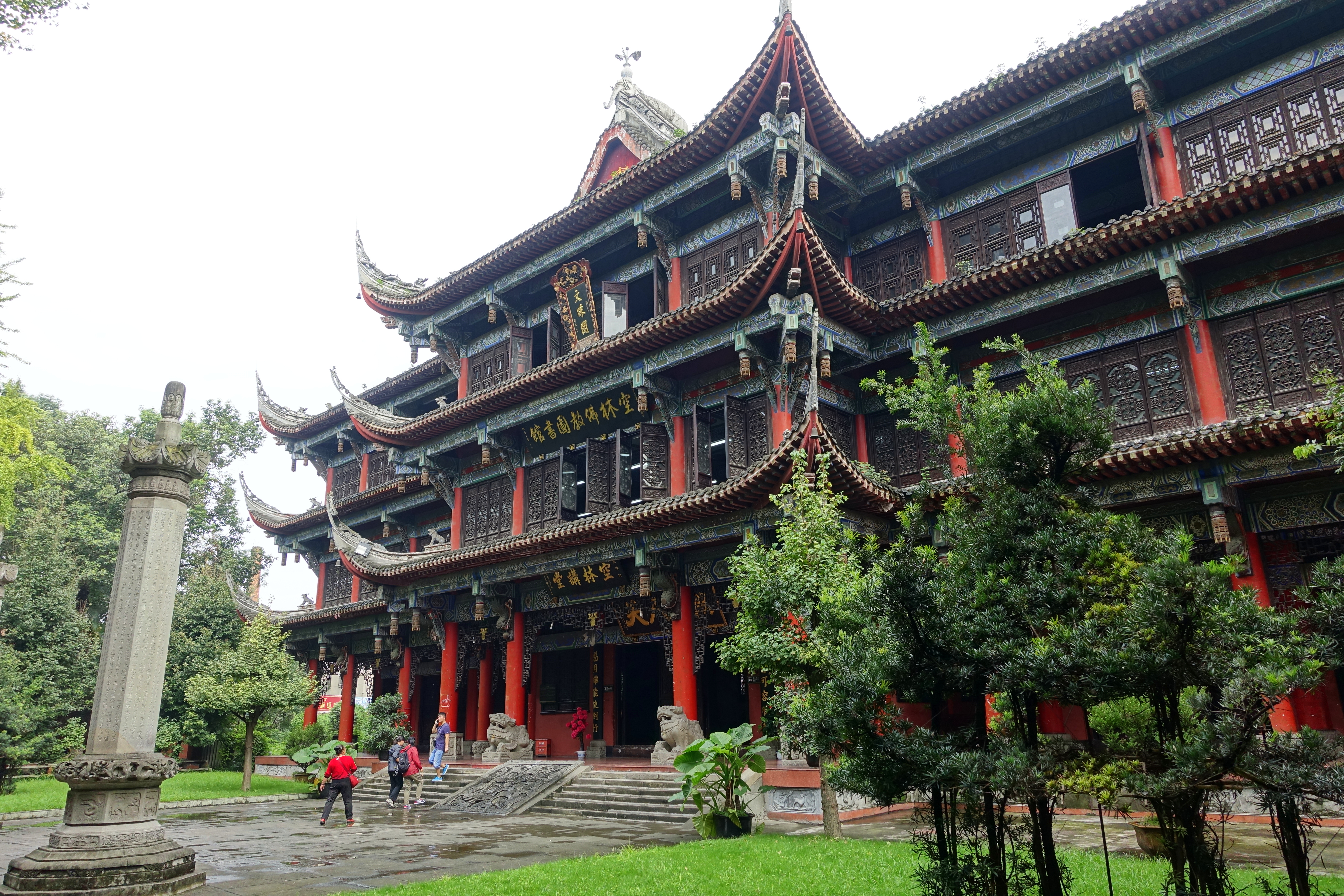
文殊阁
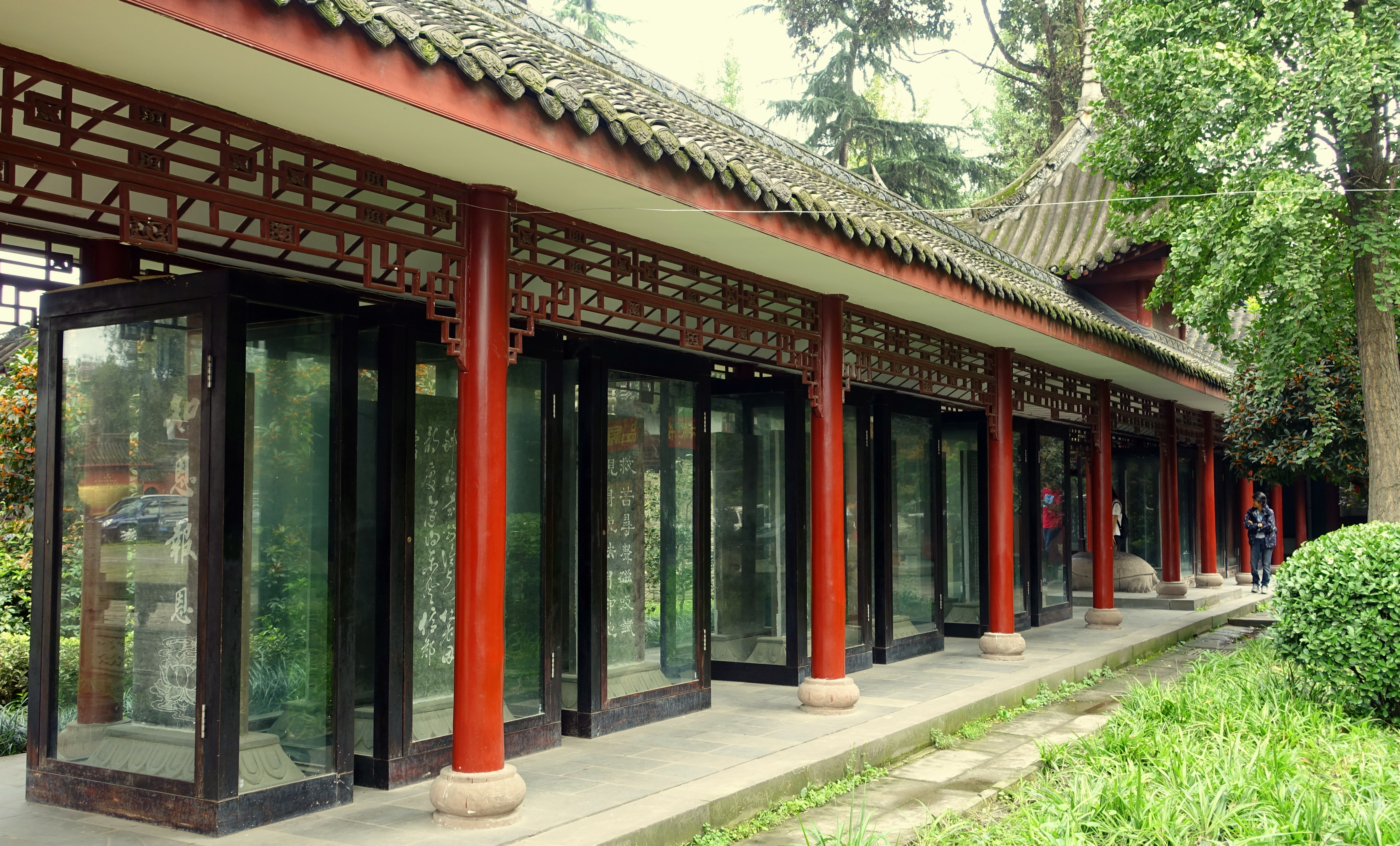
碑廊
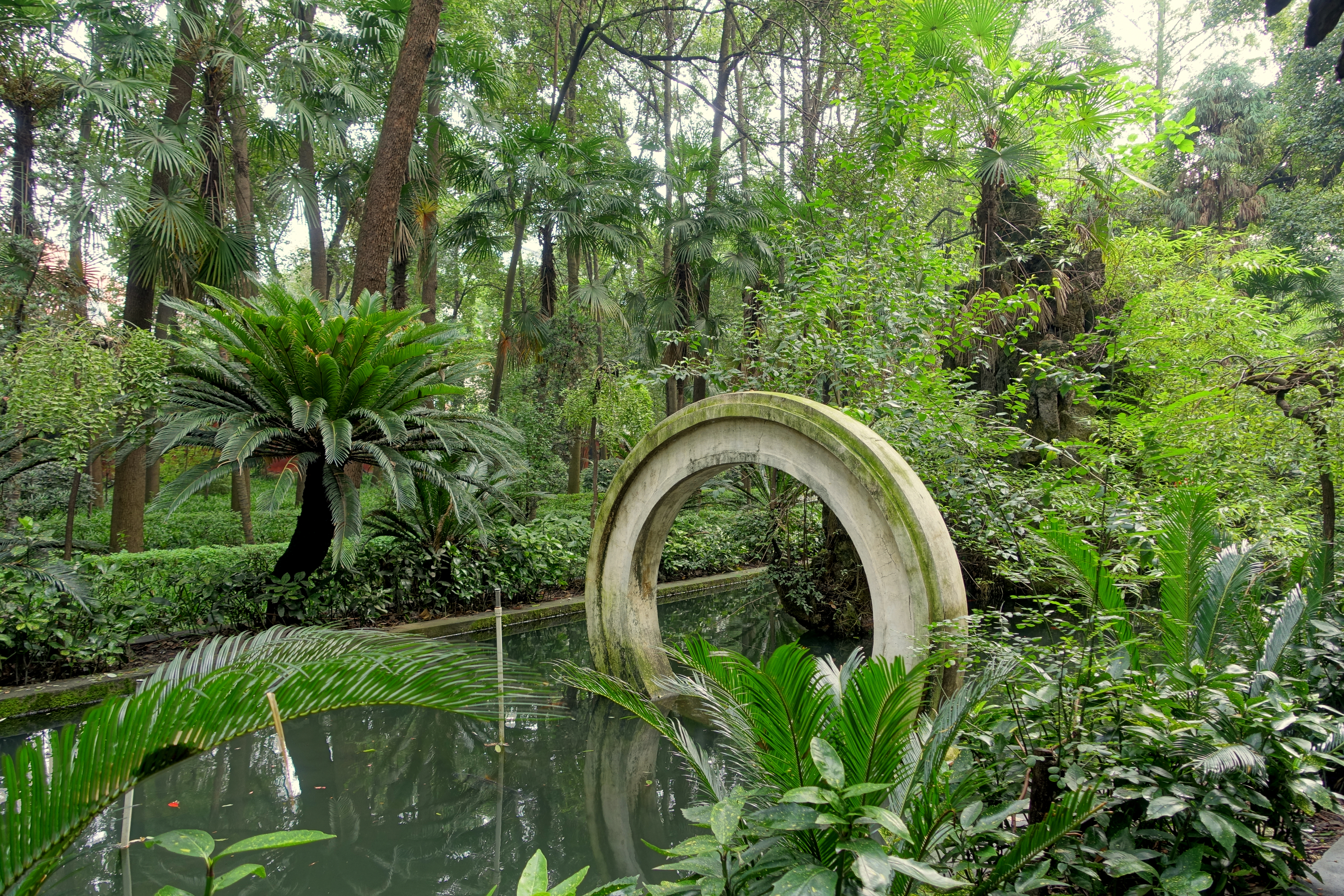
园林